# Івакін Олексій Аркадійович
Олексі́й Арка́дійович Іва́кін (25 червня 1936, Сатка — 17 лютого 2022, Одеса) — український науковець-філософ, професор, доктор філософських наук, завідувач кафедри філософії Національного університету «Одеська юридична академія», почесний професор Національного університету «Одеська юридична академія», лауреат Державної премії Казахської РСР у галузі науки і техніки, заслужений діяч науки і техніки України.

## Життєпис
Народився 25 червня 1936 р. у місті Сатка Челябінської області РРФСР.
Після закінчення середньої школи в 1954 вступив на геологічний факультет Ленінградського державного університету, навчання в якому закінчив у кінці 1959 року. З лютого 1960 року по листопад 1967 року працював у геологічних закладах м. Алма-Ата на посаді інженера-геолога, начальника пошукового загону, головного інженера геологічної партії.
З 1967 року по 1970 рік навчався у філософській аспірантурі Інституту філософії та права Академії наук Казахської РСР.
З 1970 по 1986 роки працював в Інституті філософії та права Академії наук Казахської РСР послідовно: молодшим науковим співробітником, вченим секретарем інституту, старшим науковим співробітником.
Весь цей час був консультантом методологічного семінару в Інституті гідрогеології та гідрофізики АН КазРСР, що сприяло професійному зростанню в розумінні складних методологічних проблем сучасного природознавства.
25 лютого 1971 року в спеціалізованій вченій раді Інституту філософії та права АН КазРСР захистив дисертацію на здобуття наукового ступеня кандидата філософських наук за темою «Становлення конкретного історизму в геології».
21 травня 1981 року в спеціалізованій вченій раді філософського факультету Ленінградського університету захистив дисертацію на здобуття наукового ступеня доктора філософських наук за темою «Роль принципів діалектики в геологічному пізнанні» (затверджена ВАК СРСР 1982 року). У 1984 році у складі творчого колективу філософів був удостоєний звання лауреата Державної премії Казахської РСР у галузі науки і техніки.
З січня 1986 року — професор.
З вересня 1986 року по серпень 1988 року працював завідувачем кафедри філософії в Алма-Атинській вищій партійній школі.
З 1988 року працював у м. Одеса. Протягом 8 років, з 1 вересня 1988 року по 1 вересня 1996 року, — завідувач кафедри філософії Одеської вищої партійної школи, яка згодом була реорганізована й перейменована в Одеський інститут політології і соціального управління (1990), факультет соціології, економіки і політології Одеського державного університету імені І. І. Мечникова, Інститут соціальних наук Одеського державного університету імені І. І. Мечникова.
З 1 вересня 1996 року по 1 січня 1998 року — професор кафедри філософії природничих факультетів Одеського державного університету імені І. І. Мечникова.
З 1998 року по 2018 рік — завідувач кафедри філософії Одеської національної юридичної академії (нині — Національний університет «Одеська юридична академія»).
Помер 17 лютого 2022 року.

## Наукова робота
Коло наукових інтересів Олексія Аркадійовича Івакіна — онтологія, гносеологія, діалектична логіка, філософські проблеми природознавства, філософія права.
Автор понад 100 наукових робіт загальним обсягом близько 170 д.а., у тому числі 6 монографій та 8 навчальних посібників. Крім того, він є співавтором широко відомих серед філософської громадськості 8 колективних монографій, у тому числі багатотомних видань, що були видані в Києві, Москві та Алма-Аті.